# Aspelta macra
Aspelta macra är en hjuldjursart som beskrevs av Harry K. Harring och Myers 1928. Aspelta macra ingår i släktet Aspelta och familjen Dicranophoridae. Inga underarter finns listade i Catalogue of Life.